# Eboli
Eboli – miasto i gmina we Włoszech, w regionie Kampania, w prowincji Salerno.
Według danych na rok 2004 gminę zamieszkiwały 35 944 osoby, 262,4 os./km².
W miejscowości znajduje się stacja kolejowa Eboli.